# Вернерова ириатерина
Вернеровите ириатерини (Iriatherina werneri) са вид актиноптери от семейство Меланотении (Melanotaeniidae).
Те са незастрашен вид.
Таксонът е описан за пръв път от Херман Майнкен през 1974 година.